# ده پرکک
ده پرکک، روستایی از توابع بخش دلگان شهرستان ایرانشهر در استان سیستان و بلوچستان ایران است.

## جمعیت
این روستا در دهستان هودیان قرار دارد و براساس سرشماری مرکز آمار ایران در سال ۱۳۸۵، جمعیت آن ۱۰۰ نفر (۱۵خانوار) بوده‌است.